# 가타노시
가타노시(일본어: 交野市)는 일본 오사카부 북부에 있는 시이다.
일대에는 교외 주택지와 전원 지대가 혼재한다. 이전에는 조례에 의해 건축물의 고도 제한이 있어 4층 이상의 건물이 없었지만 현재는 규제가 철폐되어 맨션 건설이 왕성하다.

## 인접한 자치체
- 오사카부
  - 히라카타시
  - 네야가와시
  - 시조나와테시

- 나라현
  - 이코마시

## 역사
- 1889년 4월 1일 - 정촌제 시행으로 가타노군 가타노촌, 이와후네촌, 호시다촌이 성립하였다.
- 1896년 4월 1일 - 기타카와치군이 성립하였다.
- 1939년 7월 1일 - 가타노촌과 이와후네촌이 합병하면서 정으로 승격해 기타카와치군 가타노정이 되었다.
- 1955년 4월 1일 - 호시다촌을 가타노정에 편입하였다.
- 1971년 11월 3일 - 가타노정이 시로 승격해 가타노시가 되었다.

## 교통

### 철도
- 게이한 전기 철도 가타노선
- 서일본 여객철도 가타마치선

### 도로
- 국도 제168호선

## 인구
| 연도 | 인구   | ±%      |
| ---- | ------ | ------- |
| 1920 | 6,507  | —       |
| 1930 | 7,396  | +13.7%  |
| 1940 | 8,686  | +17.4%  |
| 1950 | 11,118 | +28.0%  |
| 1960 | 11,825 | +6.4%   |
| 1970 | 33,701 | +185.0% |
| 1980 | 61,425 | +82.3%  |
| 1990 | 65,308 | +6.3%   |
| 2000 | 76,919 | +17.8%  |
| 2010 | 77,710 | +1.0%   |